# 甲山製作所
株式会社甲山製作所（かぶとやませいさくしょ、Kabutoyama works Co.,Ltd ）は、バリ取り・面取り工作機器・工作機械の総合メーカーである。

## 主力製品
- 揺動式面取り機

## 主要事業所
- 本社
- 工場 - 可児市二野、可児市土田、郡上市

## 沿革
- 1947年 - 愛知県小牧市に西川製作所として創業。
- 1954年 - 合名会社甲山製作所設立。
- 1986年 - 株式会社に組織変更。